# Tennis aux Jeux méditerranéens de 2018
Navigation
Mersin 2013 Oran 2022
Les épreuves de tennis des Jeux méditerranéens de 2018 ont lieu à Tarragone, en Espagne, du 26 au 30 juin 2018.
Quatre épreuves sont disputées : le simple messieurs, le double messieurs, le simple dames et le double dames.

## Podiums
| Épreuves | Or                                       | Argent                                             | Bronze                                             |
| -------- | ---------------------------------------- | -------------------------------------------------- | -------------------------------------------------- |
| Hommes   |                                          |                                                    |                                                    |
| Simple   | Lamine Ouahab (MAR)                      | Lucas Catarina (MON)                               | Jacopo Berrettini (ITA)                            |
| Double   | France Corentin Denolly Alexandre Müller | Tunisie Mohamed Aziz Dougaz Anis Ghorbel           | Turquie Sarp Ağabigün Anıl Yüksel                  |
| Femmes   |                                          |                                                    |                                                    |
| Simple   | Başak Eraydın (TUR)                      | Fiona Ferro (FRA)                                  | Veronika Erjavic (SVN)                             |
| Double   | Turquie Başak Eraydın İpek Öz            | Bosnie-Herzégovine Nefisa Berberović Dea Herdželaš | Espagne Marina Bassols Ribera Eva Guerrero Álvarez |

## Tableau des médailles
Pays organisateur 
| Rang  | Nation             | Or | Argent | Bronze | Total |
| ----- | ------------------ | -- | ------ | ------ | ----- |
| 1     | Turquie            | 2  | 0      | 1      | 3     |
| 2     | France             | 1  | 1      | 0      | 2     |
| 3     | Maroc              | 1  | 0      | 0      | 1     |
| 4     | Bosnie-Herzégovine | 0  | 1      | 0      | 1     |
| 4     | Tunisie            | 0  | 1      | 0      | 1     |
| 6     | Espagne            | 0  | 0      | 1      | 1     |
| 6     | Italie             | 0  | 0      | 1      | 1     |
| 6     | Slovénie           | 0  | 0      | 1      | 1     |
| Total | Total              | 4  | 4      | 4      | 12    |